# Russischer Hip-Hop
Russischer Hip-Hop ist Musik in der Stilrichtung Hip-Hop aus Russland oder in russischer Sprache.

## Geschichte & Entwicklung
Die Anfänge des Hip-Hop in Russland werden auf den Beginn der 1990er Jahre datiert, nach der Auflösung der Sowjetunion öffnete sich auch die Jugend Russlands für Subkulturen aus den Vereinigten Staaten von Amerika und West-Europa. Der erste russische Rap-Song – Рэп (Rap) – wurde allerdings bereits 1984 von der Gruppe Час пик veröffentlicht, ein Remake des Hits Rapper’s Delight der Sugarhill Gang – in dem der Rap allerdings als „Stilmittel für musikalische Blödelei“ fungierte, nicht als „Startschuss für HipHop in Russland“.
Im März 2018 berichtete Johann Voigt für Noisey (Vice Media) von einem Wandel der Hip-Hop- und Rap-Kultur: „Jahrelang hatten russische Rapper bloß US-Stars adaptiert, seit einiger Zeit entwickeln auch Musiker wie Pharaoh und Oxxxymiron einen global klingenden Sound, der die russischen Wurzeln nicht verleugnet.“
Dabei würde die Musik-Szene grundsätzlich die patriarchale Struktur der Gesellschaft spiegeln, erst seit einigen Jahren gäbe es erfolgreiche Independent-Labels, die sich von klassischen Rollenbildern und den musikalisch-kulturellen Impulsen aus den USA lösen. Es herrsche eine „Fuck the Majors“-Attitüde, Künstler vermarkten sich über Youtube und Vk.com. Die Hip-Hop-Kultur sei in den 2010er Jahren im Mainstream der russischen Jugend angekommen und werde weitgehend akzeptiert.
Der Battle-Rap wird allerdings durch das 2014 unter der Regierung Putins erlassene Gesetz gegen Schimpfwörter in der Öffentlichkeit eingeschränkt. Im Jahr 2017 wurde ein Battle zwischen Oxxxymiron und Slava KPSS auf Youtube veröffentlicht, das Video wurde innerhalb der ersten 24 Stunden rund 10 Millionen Mal angeklickt. Russische Medien, die über das virale Video berichteten, erhielten daraufhin Abmahnungen und mussten etwa 50.000 Rubel Strafe zahlen.

## Wahrnehmung International
Russischer Hip-Hop wird nur punktuell in deutschen und internationalen Medien beleuchtet, international bekannte Künstler kommen nur vereinzelt vor. In Russland würde ebenfalls wenig internationaler Hip-Hop gehört, da die englische Sprache oft nur schlecht verstanden würde.
Zu den international wahrgenommenen Künstlern gehören beispielsweise Oxxxymiron, der allerdings auch mehrsprachig tätig ist und, wie Seryoga seinen Wohnsitz in verschiedenen Ländern Europas hatte.

## Politischer Hip-Hop
Die Wochenzeitung Zeit analysierte 2012 unter Bezug auf den tunesischen Rapper El Général – „Der Junge, der den Präsidenten stürzte“ – den russischen YouTube-Kanal RapinfoTV, auf dem Musiker regierungskritische Texte publizierte. (Das letzte Video von RapinfoTV wurde am 20. Dezember 2013 veröffentlicht.) Nach Recherchen der Zeit gehörte RapinfoTV zu RIA Novosti und besteht aus fünf Redakteuren um einen Musiker. Thematisiert werden neben Kritik an Wladimir Putin und Dmitri Medwedew beispielsweise auch Gesundheitsgefährdung durch legale und illegale Drogen. Obwohl einer Umfrage nach zu diesem Zeitpunkt etwa 90 Prozent der Jugendlichen in Russland Hip-Hop-Musik mochten, hatte RapinfoTV in den sozialen Medien lediglich rund 50.000 Follower. Ein politisches Potential ähnlich der tunesischen Entwicklung sprach Die Zeit der russischen Hip-Hop-Kultur daher ab.
Der Musiker Noize MC wurde international bekannt, da er in seinen Liedern offenkundig die russische Regierung, insbesondere bspw. das Verhalten der russischen Machthaber im Ukraine-Konflikt oder die russischen Staatsmedien, als „Hirnvernebelungsmaschine“ kritisiert. Nach einem Konzert im Jahr 2014, bei dem Noize MC eine Ukraine-Fahne schwenkte, wurden ihm weitere Auftritte für mehrere Monate verboten.
Noize MC gilt als Antagonist zum regierungsfreundlichen Timati, der ein Lied mit dem Titel „Mein bester Freund Putin“ veröffentlichte.

## Liste russischer Hip-Hop-Künstler
- Aigel[2]
- Andrey Batt
- Centr, Gewinner der MTV Russia Music Awards in der Kategorie Best Hip Hop Project 2008
- Detsl
- Face[6]
- Feduk
- Basta (Rapper)
- Moscow Death Brigade
- Noize MC
- Oxxxymiron
- Rem Digga
- Seryoga, belarussischer Rapper, der in Russland erfolgreich ist
- ST1M
- Struggle Da Preacher
- Tatarka[2]
- Timati
- DJ Tactics